# L'opera seria
Ne doit pas être confondu avec Opera seria.
Pour les articles homonymes, voir Seria (homonymie).
Personnages
- Faillito
- Delirio
- Sospiro
- Ritornello
- Stonatrilla
- Smorfiosa
- Porporina
- Passagallo
- Bragherona
- Befana
- Caverna

L'opera seria est un opéra en trois actes composé par Florian Leopold Gassmann sur un livret de Ranieri de’ Calzabigi et Metastasio en 1769. L'argument, inspiré du Théâtre à la mode de Benedetto Marcello, parodie le monde de l'opéra de la seconde moitié du XVIIIe siècle et les facilités de composition et d'écriture adoptées par les compositeurs et librettistes.

## Argument
Une compagnie prépare, pour le soir même, la représentation d'un opera seria. Malgré l'urgence, les artisans du spectacle - des chanteurs au directeur du théâtre - se perdent en conflits pour satisfaire leur cupidité, leur arrogance, leurs prétentions et leurs caprices.

## Distribution de la création
| Rôle                          | Typologie vocale | Création : Vienne, 1769 |
| ----------------------------- | ---------------- | ----------------------- |
| Fallito, directeur du théâtre | basse            |                         |
| Delirio, librettiste          | baryton          |                         |
| Sospiro, compositeur          | ténor            |                         |
| Ritornello, castrat           | ténor            |                         |
| Stonatrilla, prima donna      | soprano          |                         |
| Smorfiosa, première chanteuse | soprano          |                         |
| Porporina, jeune chanteuse    | soprano          |                         |
| Passagallo, maître de ballet  | baryton          |                         |
| Bragherona                    | ténor            |                         |
| Befana                        | contre-ténor     |                         |
| Caverna                       | contre-ténor     |                         |

Le nom des personnages a un sens en italien : ainsi Fallito, le nom du directeur du théâtre signifie « faillite », Delirio « délire », Sospiro « soupir », Ritornello « ritournelle », Smorfiosa « mijaurée » et Stonatrilla « trille discordant ».

## Principales représentations
- Burgtheater, Vienne, 1769.
- théâtre des Champs-Élysées, Paris, 2003.
- Théâtre royal de la Monnaie, Bruxelles, 2016[2],[3],[4],[5],[6],[7],[8],[9],[10].

## Autour de l’œuvre
Le thème de l'auto-critique, la dénonciation des clichés et le choix de la mise en abyme sont rares à l'opéra. On peut citer La Calisto (1651) de Francesco Cavalli, Le Directeur de théâtre (1786) de Mozart, Primo la musico e poi le parole (1786) d'Antonio Salieri, Platée (1745) de Jean-Philippe Rameau ou Capriccio (1942) de Richard Strauss. Dans Don Giovanni, Leporello chante un passage des Noces de Figaro tout en indiquant que l'air est désormais rebattu.